# Night Unto Night
Night Unto Night é um filme de drama estadunidense de 1949 dirigido por Don Siegel e escrito por Kathryn Scola. É baseado em um romance de 1944 de Philip Wylie. O filme é estrelado por Ronald Reagan, Viveca Lindfors, Broderick Crawford, Rosemary DeCamp, Osa Massen e Art Baker. Foi lançado pela Warner Bros. Pictures em 10 de junho de 1949.

## Elenco
- Ronald Reagan como John
- Viveca Lindfors como Ann
- Broderick Crawford como C.L. Shawn
- Rosemary DeCamp como Thalia Shawn
- Osa Massen como Lisa
- Art Baker como Dr. Poole
- Craig Stevens como Tony Maddox
- Erskine Sanford como Dr. Gallen Altheim
- Ann Burr como Willa Shawn
- Johnny McGovern como Willie Shawn
- Lillian Yarbo como Josephine
- Ross Ford como Bellboy
- Almira Sessions como Empregada do Hotel
- Dick Elliott como Gerente do Auto Court

## Recepção
O filme foi um grande fracasso de bilheteria, arrecadando US$ 449.000 no mercado interno e US$ 249.000 no exterior. 